# B́
Cette page contient des caractères spéciaux ou non latins. S’ils s’affichent mal (▯, ?, etc.), consultez la page d’aide Unicode.
B́ (minuscule : b́), appelé B accent aigu, est un graphème utilisé dans l’écriture du gwama, du ntcham, du shinasha et du võro. Il a aussi été utilisé dans l’écriture du bas sorabe. Il s’agit de la lettre B diacritée d’un accent aigu.

## Utilisation
En bas sorabe, ‹ b́ › était utilisé pour représenter une consonne occlusive bilabiale voisée palatalisée /bʲ/, elle est aujourd’hui écrite ‹ bj ›. D’autres consonnes labiales dont la palatalisation était indiquée avec l’accent aigu ‹ ṕ, ḿ, ẃ › sont maintenant écrites en digramme avec la lettre J ‹ pj, mj, wj ›.

## Représentations informatiques
Le B accent aigu peut être représenté avec les caractères Unicode suivants :
- décomposé (latin de base, diacritiques) :

| lettres   | représentations | chaînes de caractères | points de code | descriptions                                      |
| --------- | --------------- | --------------------- | -------------- | ------------------------------------------------- |
| majuscule | B́               | B◌́                    | U+0042 U+0301  | lettre majuscule latine b diacritique accent aigu |
| minuscule | b́               | b◌́                    | U+0062 U+0301  | lettre minuscule latine b diacritique accent aigu |